# Mesembriomys macrurus
Mesembriomys macrurus é uma espécie de roedor da família Muridae.
É endêmica da Austrália.